# 泰西耶尔莱布列斯
泰西耶尔莱布列斯（法語：Teissières-lès-Bouliès，法語發音：[tɛsjɛʁ lɛ buljɛs]）是法国康塔尔省的一个市镇，属于欧里亚克区。

## 地理
泰西耶尔莱布列斯（44°49'21"N, 2°32'37"E）面积19.51 平方千米，位于法国奥弗涅-罗讷-阿尔卑斯大区康塔爾省，该省份为法国中南部省份，位于法國中央高原中心，北起科雷兹省、上盧瓦爾省和多姆山省，西接洛特省和科雷兹省，南至阿韦龙省和洛特省，东临上盧瓦爾省和洛泽尔省。
与泰西耶尔莱布列斯接壤的市镇（或旧市镇、城区）包括：拉布鲁斯、勒康、普吕内、韦泽尔鲁西。

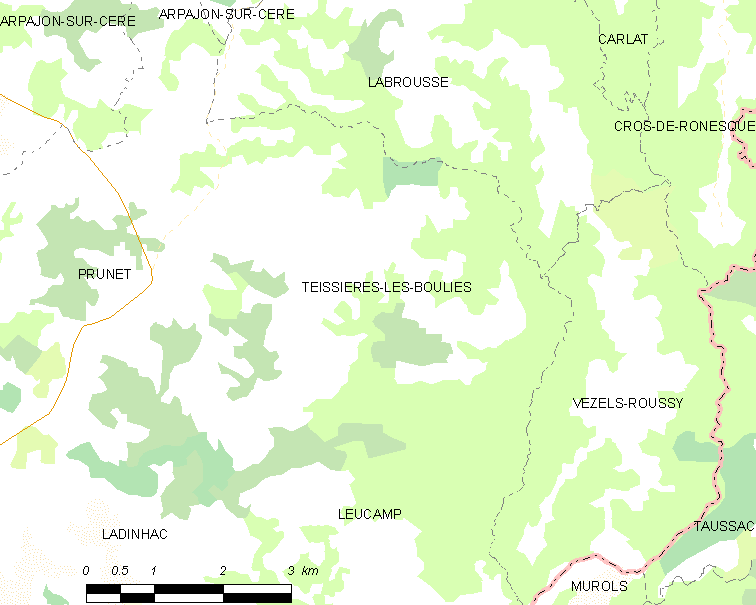
泰西耶尔莱布列斯的OSM定位图

泰西耶尔莱布列斯的时区为UTC+01:00、UTC+02:00（夏令时）。

## 行政
泰西耶尔莱布列斯的邮政编码为15130，INSEE市镇编码为15234。

## 政治
泰西耶尔莱布列斯所属的省级选区为塞尔河畔维克县。

## 人口

1962-2008年间泰西耶尔莱布列斯人口变化图示

泰西耶尔莱布列斯于2022年1月1日时的人口数量为339人。